# Evgeniy Garanichev
Evgeniy Garanichev (en russe : Евгений Александрович Гараничев, en transcription en français : Ievgueni Alexandrovitch Garanitchev), né le 13 février 1988 à Novoïlinski, est un biathlète russe.

## Carrière
Garanichev commence sa carrière en Coupe du monde lors de la saison 2010-2011. Disputant l'étape d'Antholz, sa première course est un sprint et se solde par une treizième place à près de 50 secondes du vainqueur, son compatriote Anton Shipulin. Lors de cette étape, il participe également à l'épreuve du relais hommes où il se classe quatrième.
Il réalise sa première saison « complète » en Coupe du monde l'année suivante. Dixième de la première épreuve de la saison, l'individuel d'Östersund, il obtient son premier podium en coupe du monde le 5 janvier 2012 avec le relais russe en se classant deuxième à Oberhof. À Antholz, Garanichev, deuxième du sprint, s'adjuge son premier podium individuel. Le 2 février, à Oslo-Holmenkollen, le Russe est cette fois-ci victorieux sur le sprint et gagne son premier succès en coupe du monde. Il complète cette étape par deux troisièmes places sur la poursuite et le départ en masse.
Aux Jeux olympiques d'hiver de 2014, il remporte la médaille de bronze sur l'individuel derrière Martin Fourcade et Erik Lesser.
En 2014-2015, il se classe septième du classement général de la Coupe du monde à la faveur de deux podiums à Antholz et un à Oslo. Il remporte aussi deux relais.
La saison suivante est similaire pour lui, montant sur le podium du sprint de Pokljuka et de la mass start de Ruhpolding et gagnant le relais d'Hochfilzen. Il agrémente ceci par deux médailles d'or aux Championnats d'Europe en sprint et relais mixte.
En décembre 2018, il est troisième de la mass start de Nove Mesto, signant un retour sur un podium individuel en Coupe du monde après une absence de trois ans.
Il arrête sa carrière en mars 2024.

## Palmarès

### Jeux olympiques
| Épreuve / Édition           | Individuel                          | Sprint | Poursuite | Départ en masse | Relais | Relais mixte |
| Jeux olympiques 2014 Sotchi | Médaille de bronze, Jeux olympiques | 27e    | 15e       | 5e              | —      | 4e DSQ       |

Légende :
- : première place, médaille d'or
- : deuxième place, médaille d'argent
- : troisième place, médaille de bronze
- — : Non disputée par Garanichev

### Championnats du monde
| Mondiaux \ Épreuve      | Individuel | Sprint | Poursuite | Départ en masse | Relais | Relais mixte |
| 2012 Ruhpolding         | —          | 12e    | 14e       | 9e              | 6e     | —            |
| 2013 Nové Město         | —          | 19e    | 28e       | 25e             | 4e     | —            |
| 2015 Kontiolahti        | 35e        | 6e     | 22e       | 11e             | 4e     | —            |
| 2016 Holmenkollen       | 8e         | 6e     | 11e       | 23e             | 6e     | 7e           |
| 2017 Hochfilzen         | 20e        | 10e    | 20e       | 11e             | —      | —            |
| 2019 Östersund          | 7e         | 19e    | 9e        | 16e             | —      | —            |
| 2020 Antholz-Anterselva | 14e        | 56e    | 34e       | —               | 4e     | —            |
| 2021 Pokljuka           | 16e        | —      | —         | —               | —      | —            |

Légende :
- : première place, médaille d'or
- : deuxième place, médaille d'argent
- : troisième place, médaille de bronze
- — : Non disputée par Garanichev

### Coupe du monde
- Meilleur classement général : 7e en 2015 et 2016.
- 27 podiums :
  - 15 podiums individuels : 1 victoire, 6 deuxièmes places et 8 troisièmes places.
  - 12 podiums en relais : 6 victoires, 3 deuxièmes places et 3 troisièmes places.

#### Classements en Coupe du monde par saison
| Saison    | Classement général final | Individuel | Sprint | Poursuite | Mass Start |
| 2010-2011 | 72e                      |            | 67e    |           | 52e        |
| 2011-2012 | 12e                      | 19e        | 12e    | 13e       | 10e        |
| 2012-2013 | 14e                      | 42e        | 12e    | 7e        | 18e        |
| 2013-2014 | 26e                      | 28e        | 26e    | 18e       | 27e        |
| 2014-2015 | 7e                       | 9e         | 6e     | 9e        | 13e        |
| 2015-2016 | 7e                       | 8e         | 11e    | 8e        | 5e         |
| 2016-2017 | 18e                      | 14e        | 20e    | 14e       | 22e        |
| 2017-2018 | 31e                      | -          | 31e    | 27e       | 30e        |
| 2018-2019 | 15e                      | 11e        | 21e    | 18e       | 9e         |
| 2019-2020 | 32e                      | 15e        | 48e    | 25e       |            |
| 2020-2021 | 27e                      | 16e        | 32e    | 27e       | 29e        |
| 2021-2022 | n.c                      | nc         | nc     |           |            |

- n.c. : non classé

#### Victoire
| Saison / Épreuve | Individuel | Sprint       | Poursuite | Mass start | Total |
| 2011-2012        |            | Holmenkollen |           |            | 1     |
| Total            | 0          | 1            | 0         | 0          | 1     |

### Championnats d'Europe
- Médaille d'or du sprint et du relais mixte en 2016.
- Médaille d'or du relais mixte simple en 2017.
- Médaille d'argent de la poursuite en 2016 et 2017.
- Médaille d'argent du relais mixte en 2018.
- Médaille de bronze de la poursuite en 2018.
- Médaille de bronze du relais mixte simple en 2021

### IBU Cup
- 4 victoires.